# Barcelona Park i Skumringstid
Barcelona Park i Skumringstid er en fransk stumfilm fra 1904 af Segundo de Chomón.